# Pía Figueroa Edwards
María Pía Figueroa Edwards (1953) es una licenciada en historia del arte, periodista, escritora y política chilena, miembro fundadora del Partido Humanista (PH). Durante el gobierno del presidente Patricio Aylwin se desempeñó como subsecretaria de Bienes Nacionales —siendo la primera titular mujer de la subsecretaría—, entre 1990 y 1993, fecha en que dejó el cargo para postularse como candidata a diputada por Santiago en las elecciones parlamentarias de ese año, donde obtuvo 2.883 votos, correspondientes al 2% de los sufragios totales, sin resultar electa.

## Familia
Es hija del abogado y político radical y masón; candidato a diputado por Cautín en 1965, Gonzalo Miguel Figueroa Yáñez, y de la profesora María Ester Edwards Orrego, hija del también político Lionel Edwards Atherton. Se casó con el empresario José Gabriel Feres Nazarala, y tuvo dos hijos.

## Trayectoria pública
Como subsecretaria de Bienes Nacionales le tocó representar a Chile en diversas negociaciones internacionales vinculadas al cambio climático, el Protocolo de Montreal, el Tratado Antártico, entre otros.
Fue durante varios años presidenta de la «Fundación Laura Rodríguez», dedicada a temáticas de género, educacionales, ambientales, de salud y la realización de numerosos proyectos sociales. Desde 2008 ha dirigido la agencia internacional de noticias Pressenza, especializada en las tendencias de paz, la no violencia, el humanismo y la no-discriminación.

## Obra escrita
Ha sido autora de varias monografías y la publicación tres libros, varios de ellos traducidos al inglés, francés, italiano y checo.
- El guía interno (testimonios) (1982)
- Silo, el maestro de nuestro tiempo (2013)
- La experiencia trascendental - metodología para una ascesis con apoyo en cámara de supresión sensoria (2020)

## Historial electoral

### Elecciones parlamentarias de 1993
- Elecciones parlamentarias de 1993, para el Distrito 22, Santiago [4]

| Candidato                  | Pacto                                | Partido | Votos  | %     | Resultado |
| -------------------------- | ------------------------------------ | ------- | ------ | ----- | --------- |
| Jorge Schaulsohn Brodsky   | Concertación por la Democracia       | PPD     | 50 386 | 37,51 | Diputado  |
| Alberto Cardemil Herrera   | Unión por el Progreso de Chile       | RN      | 35 740 | 26,61 | Diputado  |
| Waldo Mora Longa           | Concertación por la Democracia       | PDC     | 26 439 | 19,68 |           |
| Domingo Arteaga Echeverría | Unión por el Progreso de Chile       | UDI     | 14 136 | 10,52 |           |
| Liliana Castillo Rogers    | Alternativa Democrática de Izquierda | PC      | 4731   | 3,52  |           |
| Pía Figueroa Edwards       | La Nueva Izquierda                   | AHV     | 2883   | 2,15  |           |

### Elecciones parlamentarias de 1997
- Elecciones parlamentarias de 1997, candidato a senador por la Circunscripción 7, Santiago Poniente[5]

| Candidato                     | Pacto                          | Partido | Votos   | %     | Resultado |
| ----------------------------- | ------------------------------ | ------- | ------- | ----- | --------- |
| Andrés Zaldívar Larraín       | Concertación por la Democracia | PDC     | 309 370 | 27,77 | Senador   |
| Jovino Novoa Vásquez          | Unión por Chile                | UDI     | 229 008 | 20,56 | Senador   |
| Camilo Escalona Medina        | Concertación por la Democracia | PS      | 177 965 | 15,98 |           |
| Gladys Marín Millie           | La Izquierda                   | PC      | 174 780 | 15,69 |           |
| Angel Fantuzzi Hernández      | Unión por Chile                | RN      | 153 278 | 13,76 |           |
| José Miguel Vallejo Knockaert | Chile 2000                     | ILE     | 38 038  | 3,41  |           |
| Pía Figueroa Edwards          | Partido Humanista de Chile     | PH      | 14 003  | 1,26  |           |
| Cristián Reitze Campos        | Partido Humanista de Chile     | PH      | 12 791  | 1,15  |           |
| Sergio Santander Sepúlveda    | Chile 2000                     | UCCP    | 4733    | 0,42  |           |